# Louis Delaunoij
Louis Albert Armand Etienne Delaunoij (* 3. März 1879 in Amsterdam; † 29. Oktober 1947 in Bussum) war ein niederländischer Fechter.

## Erfolge
Louis Delaunoij nahm an den Olympischen Spielen 1920 in Antwerpen teil. Mit dem Degen schied er in der Einzelkonkurrenz in der ersten Runde aus. Die Mannschaftskonkurrenz mit dem Säbel schloss er mit der niederländischen Equipe, die neben Delaunoij noch Willem van Blijenburgh, Jetze Doorman, Arie de Jong, Henri Wijnoldy-Daniëls, Jan van der Wiel und Salomon Zeldenrust umfasste, hinter Italien und Frankreich auf dem Bronzerang ab.